# Даррен Чуа
Даррен Чуа (20 березня 2000) — сінгапурський плавець. 
Переможець Ігор Південно-Східної Азії 2019 року.
Призер Азійських ігор 2018 року.